# George White's 1935 Scandals
Pour les articles homonymes, voir George White's Scandals (homonymie).
George White's 1935 Scandals est un film américain réalisé par George White, Harry Lachman et James Tinling, sorti en 1935.

## Synopsis
Le film se concentre sur le producteur George White, alors qu'il rassemble des artistes pour sa nouvelle revue de Broadway. En tête de sa liste se trouve la blonde Alice Faye. James Dunn et Cliff Edwards apparaissaient également dans le film.

## Fiche technique
- Réalisation : George White et Harry Lachman
- Scénario : Jack Yellen, Patterson McNutt
- Producteurs : Winfield R. Sheehan , George White
- Photographie : George Schneiderman
- Montage : Robert Bischoff
- Genre : Film musical, comédie[1]
- Musique : Hugo Friedhofer
- Distributeur : Fox Film Corporation
- Durée : 84 minutes
- Date de sortie : 
  - États-Unis : 19 mars 1935

## Distribution
- Alice Faye : Honey Walters
- James Dunn : Eddy Taylor
- Cliff Edwards : Dude Holloway
- Eleanor Powell : Marilyn Collins
- Emma Dunn : tante Jane Hopkins
- Arline Judge : Midge Malone
- Ned Sparks : Elmer White
- George White : lui-même

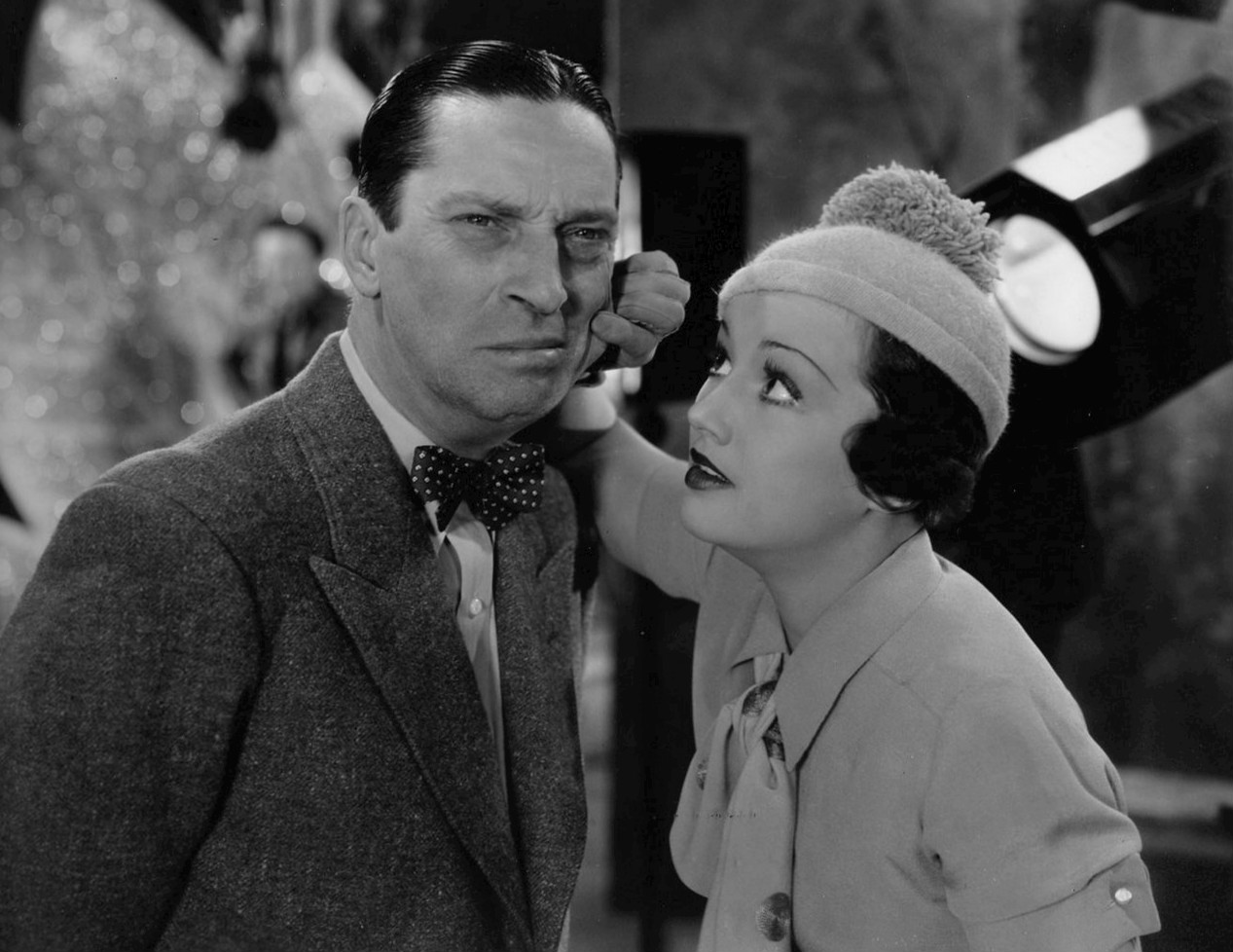
Ned Sparks et Arline Judge dans une scène du film.

- The Scandals Beauties : George White's Scandals Beauties
- June Lang : Chorine

Actrices non créditées
- Doris Davenport
- Gertrude Howard